# MySims (seria)

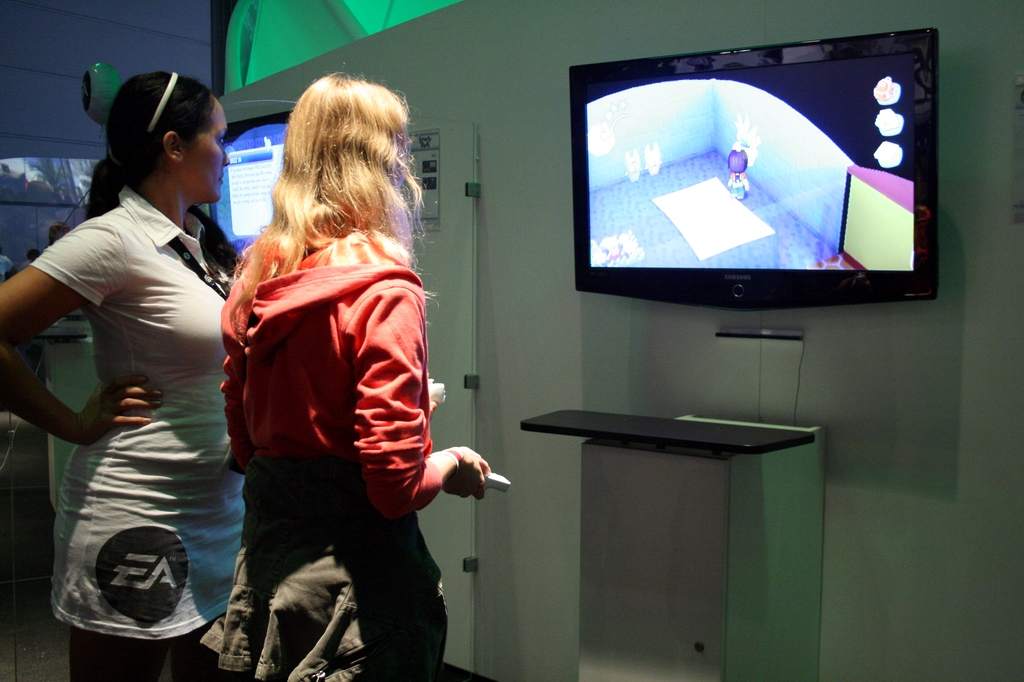
Kobiety grające w MySims podczas prezentacji gry na stoisku EA

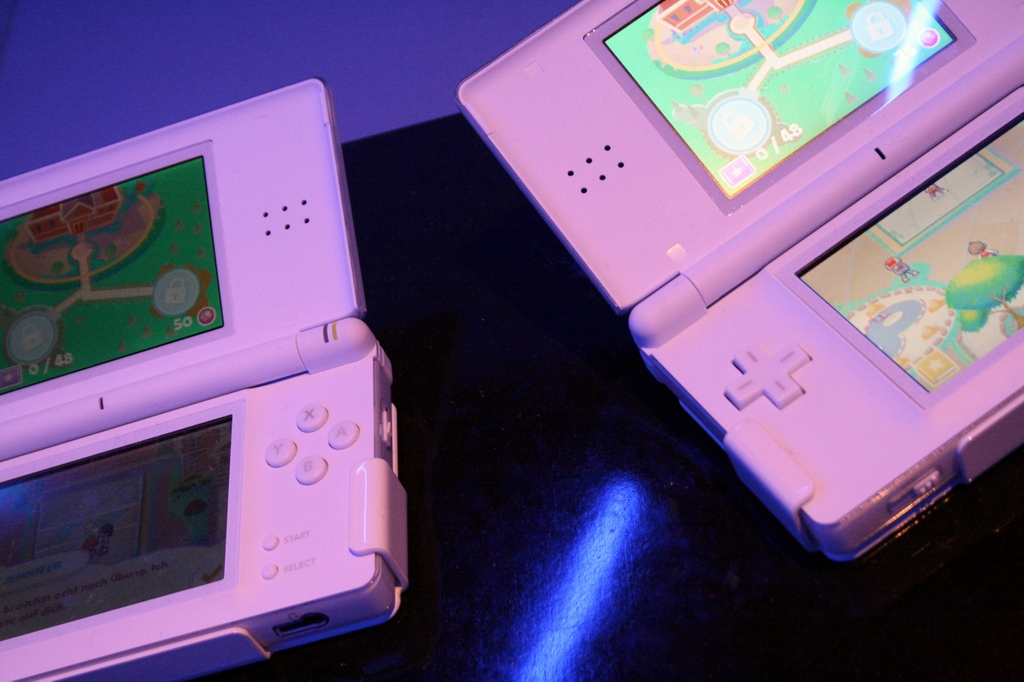
Konsole Nintendo DS z włączoną grą MySims podczas prezentacji na stoisku EA

MySims – seria gier będąca spin-offem serii The Sims, wyprodukowana przez Visceral Games, Behaviour Interactive i The Sims Studios oraz wydana przez Electronic Arts. Pierwszym tytułem serii było MySims wydane w 2007, a ostatnią MySims SkyHeroes wydane w 2010.
Cała seria tworzona jest z myślą o azjatyckim rynku gier i skierowana jest głównie na urządzenia firmy Nintendo. Gry serii różnią się od klasycznych gier The Sims bardziej kreskówkowym stylem graficznym inspirowanym mangą oraz japońskimi produkcjami takimi jak Animal Crossing i Harvest Moon, skierowanym dla młodszych odbiorców. Gry serii dodatkowo nie są zwykłym symulatorem życia. Łączą one ze sobą inne gatunki gier, takie jak gra przygodowa, gra akcji czy symulator lotu bojowego.
Tytuły serii otrzymywały w większości średnie lub mieszane opinie. Najwyżej oceniane było MySims Agents, którego średnie opinie krytyków według Metacritic wyniosły 78/100, a najgorzej MySims Party ze średnim wynikiem 56/100.

## Historia serii
Pierwsza gra serii, MySims została zapowiedziana na początku 2007 roku. Gra została stworzona przez Visceral Games i wydana 18 września 2007 na Nintendo DS, Nintendo Wii oraz 28 października 2008 na Microsoft Windows. Gra polega na odbudowie podupadłego miasteczka, oraz wykonywaniu szeregu zadań w postaci zleceń na wykonanie różnych przedmiotów danych przez jego mieszkańców. Następną grą serii było MySims Kingdom. Gra została zapowiedziana przez EA 14 maja 2008 roku. Jej produkcją zajęło się Visceral Games. Tytuł miał swoją premierę 28 października 2008 na platformy Nintendo DS, Nintendo Wii. Akcja gry rozgrywa się w średniowiecznym królestwie, które podobnie jak miasto z jej poprzednika jest podupadłe a gracz ma za zadanie jego odbudowę. 7 stycznia 2009 wydawca serii zapowiedział kolejne tytuły, MySims Party i MySims Racing. Produkcją gier ponownie zajęło się studio Visceral Games, przy produkcji MySims Racing udział brało dodatkowo studio Behaviour Interactive. Obie gry zostały wydane, tak jak ich poprzedniczki na Nintendo DS, Nintendo Wii. Casualowa gra MySims Party miała swoją premierę 10 marca 2008. Jej rozgrywka polega głównie na rozgrywaniu minigier i jest znacząco prostsza od jej poprzedniczek. Drugi tytuł, MySims Racing został wydany 8 czerwca 2008. Gra inspirowana jest Mario Kart i jest symulatorem wyścigów gokartów. Kolejną grą serii było MySims Agents. Gra została zapowiedziana 22 kwietnia 2009 i wydana 25 września tego samego roku. Jej produkcją zajęło się The Sims Studio, będące obecnie częścią protoplasty serii The Sims – Maxis. Gra jest połączeniem gry logicznej, akcji oraz przygodowej. Gracz wciela się w tajnego agenta wywiadu i ma za zadanie rozwiązać różnego rodzaju tajemnice oraz schwytać antagonistę gry, Morcubusa. Ostatnim wydanym tytułem serii jest MySims SkyHeroes. Tytuł był zapowiedziany na konferencji prasowej Electronic Arts 5 maja 2010. Gra została wyprodukowana przez The Sims Studio i wydana na 28 września 2010 na Xbox 360, PlayStation 3, Nintendo DS i Nintendo Wii. Gra jest połączeniem symulatora lotu bojowego oraz gry wyścigowej.
Seria miała otrzymać większą ilość tytułów. Deweloperzy zajmowali się na przestrzeni lat produkcją wielu gier, lecz MySims Agents 2, MySims Worlds, MySims Friends i MySims Sports zostały porzucone na etapie produkcji. Według Emmy Toyonaga, pracującej między innymi przy MySims Sports, gra oraz cała seria zostały porzucone przez niskie wyniki sprzedaży gier na platformie Nintendo Wii. 29 sierpnia 2024 po 14 latach od wydania ostatniego tytułu serii – MySims SkyHeroes, podczas Nintendo Direct Partner Showcase zapowiedziano powrót do serii oraz wydanie pakietu dwóch pierwszych gier, MySims oraz MySims Kingdom w odświeżonej wersji pod tytułem MySims Cozy Bundle. Gry trafiły na konsolę Nintendo Switch 19 listopada 2024.

### Lista gier serii
| Tytuł            | Data wydania         | Producent                             | Platforma                                           |
| ---------------- | -------------------- | ------------------------------------- | --------------------------------------------------- |
| MySims           | 18 września 2007     | Visceral Games                        | Nintendo DS, Nintendo Wii, Windows, Nintendo Switch |
| MySims Kingdom   | 28 października 2008 | Visceral Games                        | Nintendo DS, Nintendo Wii, Nintendo Switch          |
| MySims Party     | 10 marca 2009        | Visceral Games                        | Nintendo DS, Nintendo Wii                           |
| MySims Racing    | 8 czerwca 2009       | Behaviour Interactive, Visceral Games | Nintendo DS, Nintendo Wii                           |
| MySims Agents    | 25 września 2009     | The Sims Studio (Maxis)               | Nintendo DS, Nintendo Wii                           |
| MySims SkyHeroes | 28 września 2010     | The Sims Studio (Maxis)               | Xbox 360, PlayStation 3, Nintendo DS, Nintendo Wii  |

### Gry wycofane z produkcji
- MySims Agents 2[24]
- MySims Worlds[25]
- MySims Friends[26]
- MySims Sports[27]